# Sophie Cordelier
Sophie Cordelier (Dijon, 17 de abril de 1987) es una deportista francesa que compitió en piragüismo en la modalidad de aguas tranquilas. Ganó una medalla de plata en el Campeonato Europeo de Piragüismo de 2012, en la prueba de C1 200 m.

## Palmarés internacional
| Campeonato Europeo | Campeonato Europeo | Campeonato Europeo | Campeonato Europeo |
| Año                | Lugar              | Medalla            | Competición        |
| ------------------ | ------------------ | ------------------ | ------------------ |
| 2012               | Zagreb (Croacia)   | Medalla de plata   | C1 200 m           |